# 石苓舅
石苓舅 （Glycosmis citrifolia (Willd.) Lindl.）是芸香科山小橘属下的一種。生育地為海拔800公尺以下地區之闊葉林，株高2-4m。而台灣全島平地至低海拔山地約800公尺處的灌木或路旁可以看見此類植物。